# Jupp Henneböhl
Josef 'Jupp' Henneböhl (Berge an der Lippe, 28 februari 1909 - Zundert, 3 augustus 1990), ook bekend als Joep Henneboel, was tijdens de Tweede Wereldoorlog in dienst van de Grüne Polizei. Vanaf 1942 was hij gestationeerd in Nederland en actief betrokken bij het verzet. Hij kreeg na de oorlog de Nederlandse nationaliteit en veranderde zijn naam in Joep Henneboel. In 1984 kreeg hij het Verzetsherdenkingskruis.

## Oorlogsjaren
Henneböhl was een verpleger. In 1931 kwam hij in dienst bij de Raphaelsklinik in Münster. In 1938 werd hij gemobiliseerd en ingedeeld bij de spoorwegpolitie, die al gauw deel werd van de Grüne Polizei. Deze stuurde hem in 1942 als Hauptwachtmeister naar Amsterdam. Hij raakte daar actief betrokken bij het Nederlandse verzet. Hij gaf het verzet onder andere blanco identiteitsdocumenten en verstrekte inlichtingen over arrestaties en huiszoekingen. Ook verstuurde hij per veldpost berichten en wist hij te regelen dat verzetsmensen hun fiets mochten houden.
Toen hij probeerde een overplaatsing van Amsterdam naar Nijmegen te voorkomen door zich telefonisch voor te doen als een hoge officier, werd hij gearresteerd. Na drie maanden werd hij weer vrijgelaten en teruggestuurd naar Amsterdam, waar hij zijn verzetswerk voortzette. Hij waarschuwde het verzet als er razzia's op handen waren en liet zelf tijdens razzia's regelmatig mensen ontsnappen. Tijdens een razzia in Haarlem wist hij twintig geestelijken uit handen van de Duitsers te houden. Geschat wordt dat door ingrijpen van Henneböhl tientallen mensen aan arrestatie zijn ontkomen.

## Na de oorlog
Na de Duitse capitulatie keerde hij terug naar Duitsland. Als medewerker van de Grüne Polizei werd Henneböhl automatisch als verdacht gezien bij de autoriteiten die zich bezighielden met het opsporen van oorlogsmisdaden. Hij werd na terugkeer in Duitsland gearresteerd maar na onderzoek vrijgelaten. Vanwege zijn verdiensten voor het verzet kreeg hij in 1948 toestemming zich in Nederland te vestigen. In 1957 trouwde hij met Cissie van Putten, de dochter van een Nederlandse verzetsman. Nadat hij in 1962 genaturaliseerd was, veranderde hij zijn naam in Joep Henneboel.
In 1950 beschreef hij zijn belevenissen in een boek met de titel Ik kon niet anders, dat hij aan zijn vrouw opdroeg. Dit boek werd in het Duits vertaald.
In 1984 kreeg hij uit handen van de Amsterdamse burgemeester Ed van Thijn het Nederlandse Verzetsherdenkingskruis. Hij overleed op 3 augustus 1990 in Zundert. Zijn vrouw, Cissie, overleed op 24 juni 2004. Ze zijn samen begraven op de RK-begraafplaats in Klein-Zundert.
In de Raphaelskliniek in Münster, waar Henneböhl voor de oorlog werkte, is de bibliotheek naar hem vernoemd.
- Gemeinsame Normdatei: 12987339X
- International Standard Name Identifier: 0000 0001 1460 652X
- Library of Congress Control Number: no2006012031
- Nederlandse Thesaurus van Auteursnamen: 267749937
- Virtual International Authority File: 41586430
- WorldCat: E39PBJy8yTQbwYxByTJbfgKjmd